# Danaraja (Margasari)
Danaraja is een bestuurslaag in het regentschap Tegal van de provincie Midden-Java, Indonesië. Danaraja telt 2898 inwoners (volkstelling 2010).